# Чжулун
Дракон со свечой, или Чжулун  (кит. упр. 燭龍, пиньинь zhúlóng) — в древнекитайской мифологии божество, освещающее мрак.
Согласно «Книге гор и морей», у Чжулуна змеиное красное тело длиной в тысячу чжанов, лицо человеческое. Когда Чжулун закрывает глаза, наступает мрак, когда открывает, становится светло. Чжулун не ест, не спит, не отдыхает. Когда Чжулун дует, наступает зима, когда выдыхает, стоит лето. Чжулун освещает «девять мраков» (кит. упр. 九陰, пиньинь jiuyin). По другим источникам, поскольку на северо-западе не хватает неба, там обитает дракон, держащий во рту огонь, которым он освещает небесные врата. Предполагается, что это и есть Чжулун.